# Sinagoga Velha Nova

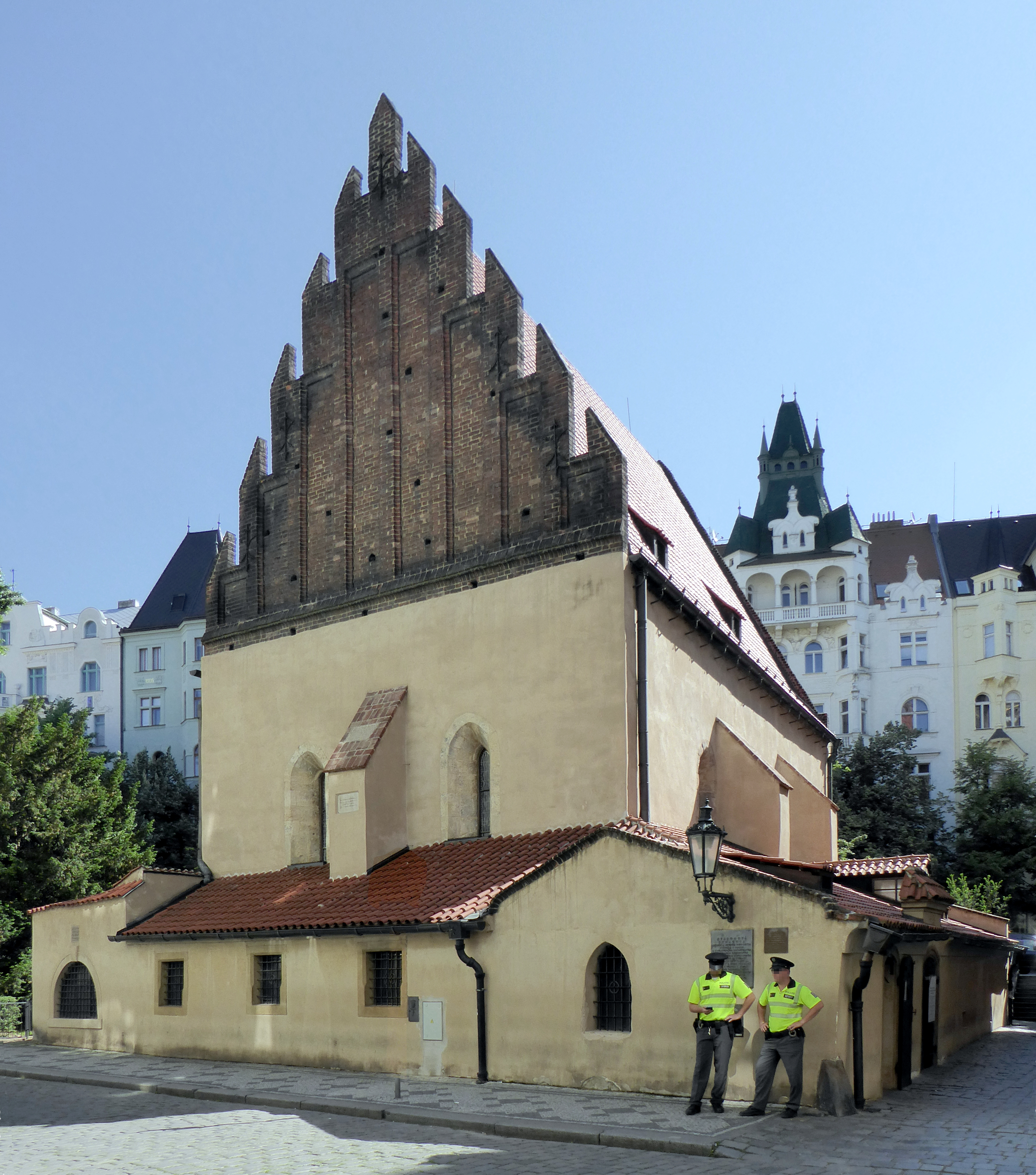
Sinagoga Velha Nova

A Sinagoga Velha Nova do bairro judeu de Josefov em  Praga (também conhecida como Alt-neu Shul em língua iídiche, Altneuschule, Altneusynagoge em alemão ou Staronová synagoga em  tcheco) é a mais antiga sinagoga da Europa ainda em atividade.

## História
Este exemplar da arquitetura gótica religiosa, é um dos mais antigos de Praga, concluído em 1270.
Foi projetada inicialmente com o nome de Neu Shul («Nova Sinagoga»  em língua iídiche. Shul designa a sinagoga, pois aí também se ensina). Quando, com o crescimento da comunidade judia de Praga, outras sinagogas foram sendo sucessivamente construídas, essa nova passou a ser  conhecida como Sinagoga Velha Nova.
Havia uma mais antiga, a então chamada Velha Sinagoga (Alt Shul) que veio a ser demolida em 1867, tendo sido substituída pela Sinagoga Espanhola (Spanelska Synagoga).

## Interior

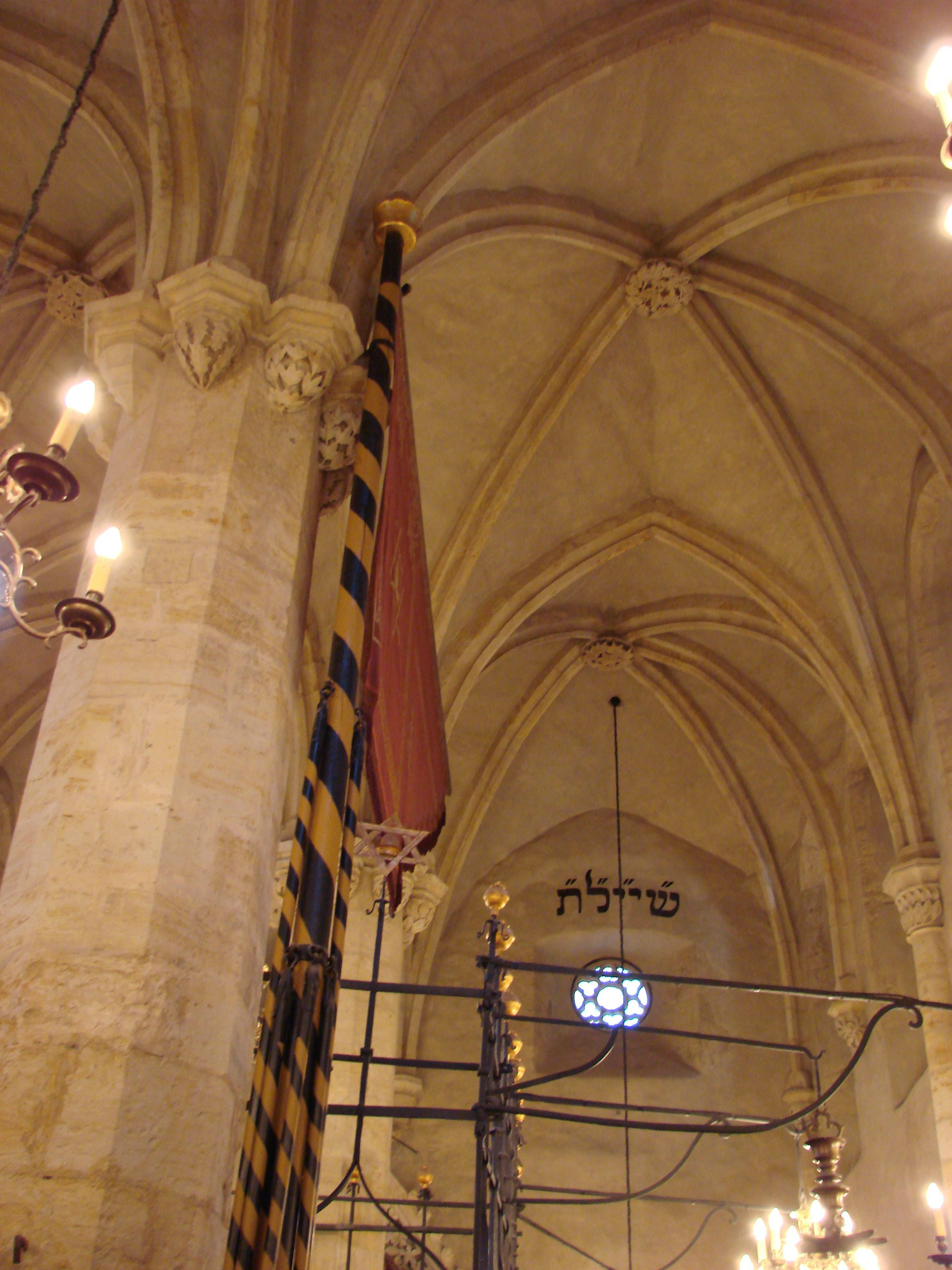
Existem cinco setores da abóboda.

Nove degraus levam da rua a um vestíbulo quase subterrâneo: para precaução contra as freqüentes inundações de Praga provocadas pela elevação do nível do Vlatva o nível das calçadas foi elevado em toda a cidade velha de Praga. Nos termos das normas legais então vigentes em Praga, era proibido construir edifícios mais altos do que o campanário da Igreja.
A nave retangular é separada por seis abóbadas em cruzaria sustentadas por duas colunas  centrais dispostas num alinhamento leste-oeste. Cada um dos seis vãos laterais é provido de duas janelas-estrela, simbolizando as doze Tribos de Israel. As janelas são muito estreitas o que dá à sinagoga a fama de ser muito sombria.
O Bimah (púlpito de leitura da Torá)  fica entre as duas colunas.
A «Arca Sagrada» (Aron Kodesh רוֹן קֹדשׁ) fica tradicionalmente localizada na parede leste.
A sinagoga é construída de modo a seguir os costumes do Judaísmo ortodoxo com espaços separados para os homens e para as mulheres estarem durante as preces. As mulheres ficam num espaço lateral provido de janelas para que possam seguir as cerimônias do espaço principal. Esse espaço para as mulheres não existia quando da construção inicial da Sinagoga, tendo sido adicionado posteriormente.  O telhado é em gablete e os muros de sustenção datam da Idade Média.
Numa característica não habitual em sinagogas, há uma bandeira, fixa ao pilar oeste, representando uma estrela de David e o texto  Shemá Israel. Trata-se de um privilégio concedido por Fernando II, Sacro Imperador Romano-Germânico à comunidade judia de Praga  como agradecimento ao auxílio prestado pelo judeus durante o cerco da  cidade por tropas protestantes suecas quando da Guerra dos Trinta Anos. A bandeira hoje ali exposta é uma réplica daquela doada por Carlos VI, Sacro Imperador Romano-Germânico.

## Lendas
Uma lenda judia de Praga propõe uma etimologia diferente para o nome da sinagoga,  Al Tnaï ("na condição que"), pela qual a construção de uma sinagoga de pedras (as quais teriam vindo do Templo de Jerusalém e teriam sido trazidas por anjos desde Jerusalém quando da morte de Ramban (Nachmánides) não poderia ser feita a não ser que uma 5ª nervura fosse feita na abóboda do teto, para que mesmo sendo construída por gentios a mesma não pudesse ser confundida com uma cruz cristã.
Segundo outras lendas, o corpo do Golem, criatura que teria sido criada pelo rabino Judá Loew ben Betzalel, ou está no sótão da sinagoga, ou esteve lá mas foi roubado e enterrado no Antigo Cemitério Judaico em Žižkov.

## Imagens

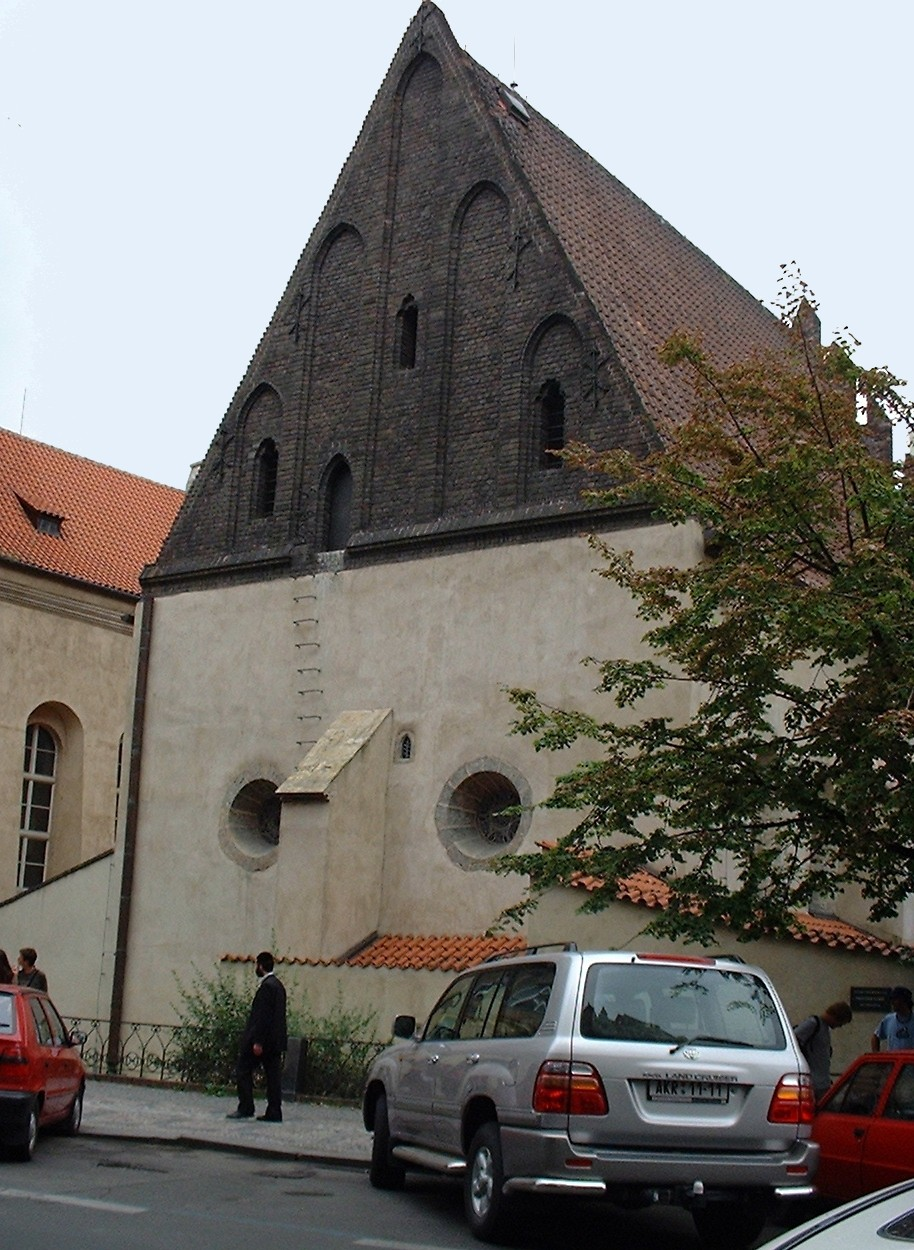
Fachada leste
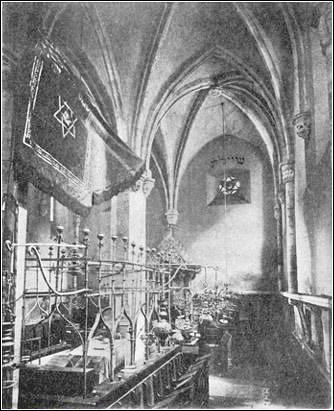
Interior e bandeira da comunidade judia de Praga